# Gisela Horat
Gisela Horat (* 1969 in Unterschächen) ist eine Schweizer Jazzpianistin, Komponistin und Bandleaderin.

## Leben und Wirken
Horat wurde 1969 in Unterschächen, einem Urner Bergdorf, geboren und kam schon in ihrer frühen Kindheit mit der Musik in Kontakt. Mit ihren Geschwistern und ihrem Vater hat sie viel musiziert und dazu getanzt. Mit sieben Jahren erhielt Horat klassischen Klavierunterricht und spielte schon bald in der dörflichen Kirche während der Messe Orgel. Später schloss sie in der Mittelschule Uri die Matura mit musikalischer Vertiefung ab. Danach studierte Horat an der ETH Zürich Biologie und absolvierte später ein Nachdiplomstudium in Ernährungswissenschaften. Weiterhin nahm sie Unterricht bei Esther Bächlin, Andreas Herrmann, Chris Wiesendanger und Mario Scarton sowie Willy Kotoun.
Horat verfolgte ihre Konzerttätigkeit in ihrem ersten Piano-Trio mit dem Bassisten Andy Zitz und dem Schlagzeuger Marc Stämpfli sowie auch im Duo mit der Jazzgeigerin Maria Geiger. Aktuell spielt sie international in Konzerten als Solopianistin und im Gisela Horat Trio seit 2015 zusammen mit dem Bassisten Simon Iten und dem Schlagzeuger Samuel Büttiker.

## Diskografische Hinweise
- Jazz im Duo (Maria Geiger, Violine, Gisela Horat, Piano), Begegnungen (Koproduktion DRS2, 2002)
- Gisela Horat (Piano – Solo), Verkehrte Welt, 2013[5]
- Gisela Horat Trio (Gisela Horat, Piano und Komposition, Simon Iten, Bass, Samuel Büttiker, Drums), Gisela Horat Trio Live, 2015[6]
- Gisela Horat Trio (Gisela Horat, Piano und Komposition, Simon Iten, Bass, Samuel Büttiker, Drums), Schächäbach, 2017[7]
- Gisela Horat Trio (Gisela Horat, Piano und Komposition, Simon Iten, Bass, Samuel Büttiker, Drums), Warten, 2019[8]
- Gisela Horat (Piano – Solo), Gisela Horat Vol. 1, 2020[9]
- Gisela Horat Trio (Gisela Horat, Piano und Komposition, Simon Iten, Bass, Samuel Büttiker, Drums), «2020», 2021[10]
- Gisela Horat Trio (Gisela Horat, Piano und Komposition, Simon Iten, Bass, Samuel Büttiker, Drums, featuring Christine Stöckli, Stimme), "erzählen", 2023[11]
- Gisela Horat (Piano – Solo), Gisela Horat Vol. 2, 2023[12]